# Leman
 Der er for få eller ingen kildehenvisninger i denne artikel, hvilket er et problem. Du kan hjælpe ved at angive troværdige kilder til de påstande, som fremføres i artiklen.

Leman er en dansk transportvirksomhed. Virksomheden blev grundlagt år 1900 og beskæftiger sig i dag med både vejtransport, luftfragt og søfragt.
I Danmark beskæftiger virksomheden mere end 500 medarbejdere, fordelt mellem dets filialer i Greve, Taulov og Aarhus. Herudover har virksomheden også filialer i Island, Sverige, Norge, Finland, England, USA, Mexico, Kina, Taiwan og Vietnam.
Totalt set disponerer virksomheden over 65.000 m2 terminalareal og et verdensomspændende agentnet med ca. 200 egne import- og eksportruter.

## Eksterne link
leman.com